# Дітер Фос
Дітер Фос (нім. Dieter Vohs, 18 червня 1935) — західнонімецький ватерполіст.
Учасник Олімпійських Ігор 1964 року.